# 伍豪事件

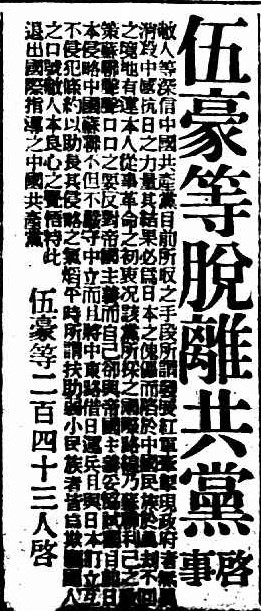
1932年2月17日時報刊登之《伍豪啟事》

伍豪事件，是一起1932年国民党方面伪造《伍豪等脱离共产党启事》的事件。虽然事情在当时很快平息，但随着文化大革命的爆发，该事重启产生政治效果，并在1967年5月爆发了中央文革小组针对国务院总理周恩来的指控事件，后被澄清。

## 历史
1932年2月，国民党中央党部调查科情报股总干事张冲由南京到上海来主持部下杨登瀛的丧事。事后，在与其部下情報股幹員黄凯谈工作时讲到，目前共产党经济困难，处境不好，可能会有许多党员思想动摇。张冲提出：“可以试用周恩来的化名伍豪，冒充刊登脱党启事”，以此来吸引更多人自首、瓦解中共地下党士气。两人合谋从事，张冲连夜起草了一份《伍豪等脱离共产党启事》。2月15日，黄凯派人送到申报馆广告处。《申报》的律师认为，这个启事称有243人脱党而只具伍豪一人姓名，有明显漏洞，决定暂不刊登。但《时报》在16日、17日两天的号外版上首先刊登了这个启事。18日、19日，《新闻报》接着刊登。国民党新闻检查处随即派员向《申报》施加压力，《申报》才于2月20日、21日发布。
|  | 《伍豪等脱离共党启事》 敝人等深信中国共产党目前所取之手段，所谓发展红军牵制现政府者，无异消杀中国抗日之力量，其结果必为日本之傀儡，而陷于中国民族于万劫不回之境地，有违本人从事革命之初衷。况该党所采之国际路线，乃苏联利己之政策。苏联口口声声之要反对帝国主义，而自己却与帝国主义妥协。试观目前日本侵略中国，苏联不但不严守中立，而且将中东路借日运兵，且与日本订立互不侵犯条约，以助长其侵略之气焰。平时所谓扶助弱小民族者，皆为欺骗国人之口号。敝人本良心之觉悟，特此退出国际指导之中国共产党。 伍豪等二百四十三人启 |

而周恩来早在1931年12月15日进入中央苏区（伪造启事之前两个多月），根本不会在上海报纸发表所谓“启事”。当时在上海的临时中共中央迅速地采取了各种措施，反击造谣诬蔑。2月20日和21日，《申报》然后刊登张冲伪造的启事后，地下党派人去交涉。广告处律师答称：铺保手续不合，不能刊登。几经交涉，终于在总经理史量才、顾问陶行知的支持下，同意用广告处的名义，在报上公开答复。2月22日，《申报》在同样的版面位置上，刊登了一则饶有趣味的公告：
|  | 伍豪先生鉴：承于本月18日送来广告启事一则，因福昌床公司否认担保，手续不合，致未刊出。 申报馆广告处启 |

同时，中国共产党又在1932年2月27日上海出版的中共党报《实报》上，以伍豪的名义，登出了《伍豪启事》，驳斥了造谣诽谤。同期《实报》还发表了题为《国民党造谣诬蔑的又一标本》的文章。之后，中共中央又采取了进一步的措施，由李一氓与潘汉年负责，找到黄慕兰，由后者出面找到中国律师陈志皋，再輾轉找到在上海執業的法国律师巴和，巴和代登启事以否认伪造启事，进一步肃清其影响。1932年3月4日，《申报》上刊出《巴和律师代表周少山紧要启事》（周恩来的另一别名为周少山）。启事说：“兹据周少山君来所声称：渠撰投文稿曾用别名伍豪二字。近日报载伍豪等二百四十三人脱离共产党启事，劳国内外亲戚友好函电存问。惟渠伍豪之名除撰述文字外绝未用作对外活动，是该伍豪君定系另有其人，所谓二百四十三人同时脱离共党之事，实与渠无关。”
1932年2月，毛泽东以中华苏维埃共和国临时中央政府主席的名义，发布了中华苏维埃临时中央政府布告。布告中说：“上海时事新报、时报、申报等于一九三二年二月二十日左右连日登载‘伍豪等二百四十三人’的冒名启事，宣称脱离共产党，而事实上伍豪同志正在苏维埃中央政府担任军委会的职务，不但绝对没有脱离共产党的事实，而且更不会发表那个启事里的荒谬反动的言论，这显然是屠杀工农兵士而出卖中国于帝国主义的国民党徒的造谣诬蔑。”
啟事刊登後，北京《益世報》指出周恩来身為中共自李立三倒台後的中心人物，認為黨內出現政見分歧實屬常事，周卻因此貿然宣佈脫黨，而且啟事內只有周一人署名。更認為若啟事屬實，其中必有內幕。《北平晚報》則認為蘇聯對華立場矛盾是伍豪等人退黨主因。
1942年，在延安整风时，周恩来再次提及解释此事。中华人民共和国成立后，被捕的国民党特务黄凯也交代过，称那份《伍豪等脱离共党启事》是其布置和伪造的。

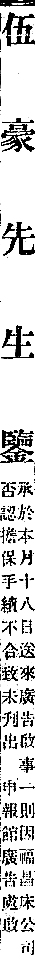
1932年2月22日，申報編輯部對不能刊登地下黨反擊《伍豪等脫離共黨啟事》的啟事，刊登了一则公告。
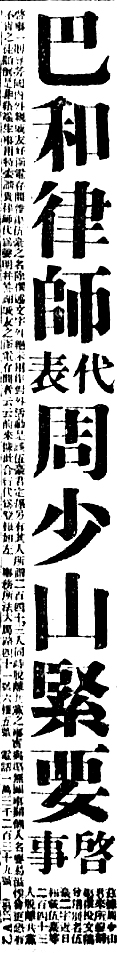
1932年3月4日，李一氓與潘漢年委托法國律師巴和在申報代登啟事澄清《伍豪啟事》。

## 爆发
1967年夏，天津的红卫兵在旧报纸中发现此文，并转交江青。1967年5月17日，江青利用此文件，将此事送给林彪、康生和周恩来，并要求红卫兵调查。同时，指派上海市革命委员会还把《启事》列入《抓叛徒》简报。5月19日夜，周恩来给毛泽东写信，说明事件原委，并附上周恩来亲自编写的与此事有关的大事记、由毛泽东签署的中华苏维埃临时中央政府关于判处登载伪造启事而又拒绝刊登更正启事的上海报纸的总经理以死刑的布告、有关的上海报纸。毛泽东阅后批“交文革小组各同志阅，存”。12月22日，北京大学有人给毛泽东写信，又反映此事。1968年1月16日毛泽东批示：“此事早已清楚，是国民党造谣诬蔑。” 
1972年2月18日，康生口述一份记录：“所谓‘伍豪启事’完全是国民党特务的伪造，用来攻击诬蔑我们党和周总理的。”同年6月13日，在中央批林整风汇报会议上，陈云以当事人的身份证明：“我当时在上海临时中央，知道这件事的是康生同志和我。对这样历史上的重要问题，共产党员要负责任，需要对全党、全世界共产主义运动采取负责态度，讲清楚。这件事完全是国民党的阴谋。伍豪二百四十几人的脱党声明，是在恩来同志已到达中央之后。”当天陈云还写了个书面证明：“我现再书面说明，这件事我完全记得，这是国民党的阴谋。”6月23日，周恩来在“批林整风”汇报会议上作了关于国民党造谣诬蔑地刊登所谓“伍豪启事”问题的专题报告，并宣布根据毛泽东和政治局的意见，把报告的录音和根据录音整理的录音记录稿以及有关文献资料作为档案，保存中央档案处，同时发各省市保存一份，以防今后再有人利用伪造启事制造事端。
1975年9月20日下午，周恩来在接受第十次膀胱癌手术前，仍用很长时间又仔细看了他关于“伍豪事件”的录音记录稿。在送至手术室前，周恩来手握邓小平，鼓励道“你这一年干得很好！比我强得多”；随后，他对着远处的张春桥大声地说：“我是忠于党、忠于人民的，我不是投降派！”；对此事，邓颖超要汪东兴向毛泽东报告。

## 相关
- 总理遗言案